# بنگ بنگ (ترانه جسی جی، آریانا گرانده و نیکی میناژ)
«بنگ بنگ» تک‌آهنگی از خواننده-ترانه‌پرداز انگلیسی جسی جی، خواننده-ترانه‌پرداز آمریکایی آریانا گرانده و رپر نیکی میناژ می‌باشد که در سال ۲۸ ژوئیهٔ سال ۲۰۱۴ از سوی لاوا و ریپابلیک رکوردز به‌عنوان تک‌آهنگ اصلی سومین آلبوم استودیویی جسی جی تحت عنون شیرین سخن (۲۰۱۴) منتشر گردید. همچنین این ترانه در نسخهٔ دیلوکس دومین آلبوم استودیویی گرانده تحت عنوان همه‌چیز من (۲۰۱۴) به‌عنوان سومین تک‌آهنگ این نسخه قرار دارد.
این تک‌آهنگ در چارت‌های کانادا، استرالیا، نیوزلند، جزو ده ترانه اول قرار گرفت.